# Stazione di Joppolo
Stazione di Joppolo vasútállomás Olaszországban, Joppolo településen.

## Vasútvonalak
Az állomást az alábbi vasútvonalak érintik:
- Battipaglia–Reggio di Calabria-vasútvonal

## Kapcsolódó állomások
A vasútállomáshoz az alábbi állomások vannak a legközelebb:
- Stazione di Nicotera
- Ricadi-Capo Vaticano railway station